# بهنام شهریاری
بهنام شهریاری مراللو (۱۳۴۷ – ۳۱ خرداد ۱۴۰۴) که با نام‌های مستعاری مانند «سید علی‌اکبر میروکیلی»، «سید حمیدرضا شاه‌چراغی» و «حجت‌الله نریمانی» نیز شناخته می‌شود، یکی از مقامات ارشد نیروی قدس سپاه پاسداران انقلاب اسلامی بود و به‌طور خاص با یگان ۱۹۰ مرتبط بود. این واحد مسئول انتقال و قاچاق مخفیانه سلاح به گروه‌های مسلح هم‌پیمان ایران، از جمله حزب‌الله، حماس، حوثی‌ها در یمن و همچنین رژیم اسد در سوریه پیش از سقوط، می‌باشد.

## نقش‌ها و فعالیت‌های کلیدی

### نقش در لبنان
- او بین سال‌های ۱۳۷۹ تا ۱۳۸۱ در لبنان به نمایندگی از سپاه قدس خدمت کرد و تجهیزات نظامی را از ایران به حزب‌الله منتقل کرد.[۶]
- در ماه مه ۱۳۸۶، یک محموله سلاح به مقصد حزب‌الله هنگام انتقال از ایران به سوریه از طریق ترکیه متوقف شد. محموله ای که در کانتینرهای قطاری که بعداً از ریل خارج شد پنهان شده بود، حاوی ۱۲۲ بود. گلوله‌های خمپاره میلی‌متری، مواد منفجره و سایر مواد درجه نظامی. بررسی‌ها این عملیات را به بهنام شهریاری مرتبط می‌کند که امضای او در بارنامه محموله به نمایندگی از شرکت بازرگانی شهریاری با مسئولیت محدود[۶] دیده می‌شود.
- شهریاری در آبان ۱۳۸۸ در تلاش برای انتقال ۳۶ کانتینر از نیروی قدس به حزب‌الله با استفاده از کشتی فرانکوپ شرکت داشت. این کانتینرها با حدود ۵۰۰ تن سلاح در یک حمله نیروی دریایی اسرائیل کشف و ضبط شد. در این قاچاق اسلحه از شرکت لاینرترانسپورت کیش سپاه قدس که شهریاری مدیر آن است، استفاده می‌شد.[۶]

## قاچاق اسلحه
شهریاری به عنوان بخشی از واحد ۱۹۰ بر حمل و نقل مخفیانه تسلیحات به نمایندگان ایران در خاورمیانه نظارت داشته است. عملیات او شامل:
- مبدل کردن محموله‌های سلاح به عنوان کالاهای غیرنظامی مانند شیرخشک یا قطعات خودرو.[۷][۸][۹]
- استفاده از شرکت‌های جلویی و اسناد جعلی برای پنهان کردن ماهیت واقعی این معاملات.[۷][۸][۹]
- هماهنگی مسیرهای قاچاق از طریق هوایی، دریایی و زمینی، اغلب با استفاده از واسطه در ترکیه، لبنان، سودان و عراق.[۸][۹][۷]

## قاچاق نفت و پولشویی
شهریاری در فروش غیرقانونی نفت که درآمدزایی برای نیروی قدس سپاه و حزب‌الله است، نقش محوری داشته است. شبکه او از طریق:
- همکاری با افراد مرتبط با سپاه مانند رستم قاسمی، علیرضا کاشانی مهر و محمدصادق کریمیان.[۱۰]
- استفاده از طرح‌های مالی پیچیده برای پنهان کردن تراکنش‌های غیرقانونی از طریق بانک‌های روسیه، چین، ترکیه و ونزوئلا.[۱۰]
- استفاده از شرکت‌های جلویی مانند Turkoca Import Export Transit Co. , Ltd. در کره جنوبی برای جعل فاکتورها و پولشویی.[۱۰]

## مشارکت در ترکیه
در سال ۱۳۸۸، شهریاری در انتقال تسلیحات تخصصی از ایران که برای حمله به ترکیه در نظر گرفته شده بود، به عنوان بخشی از مقدمات عملیات هماهنگ بین سپاه قدس و حزب‌الله در استانبول، نقش داشت. این توطئه زمانی خنثی شد که نیروهای امنیتی ترکیه افراد درگیر را بازداشت و بازجویی کردند. شهریاری همچنین نقش کلیدی در تلاش‌های نیروی قدس برای طراحی حمله به ترکیه در اوایل سال ۱۳۸۹ داشت. در طول مقدمات عملیاتی، نیروی قدس از همدستان محلی ترکیه حمایت شد. این توطئه در نهایت زمانی خنثی شد که نیروهای امنیتی ترکیه یک تسهیلگر خارجی و یکی از عوامل درگیر را بازداشت و بازجویی کردند.

## دخالت در آذربایجان
در سال ۱۳۸۷، شهریاری شبکه‌ای از عوامل آذری را استخدام و مدیریت کرد که با هماهنگی اعضای حزب‌الله لبنان در طراحی حملات در آذربایجان دست داشتند. به عنوان بخشی از این عملیات، یک آپارتمان اجاره شد تا به عنوان محل نگهداری سلاح‌ها، از جمله مواد منفجره، چاشنی‌ها و تفنگ‌های دستی استفاده شود. این توطئه در مراحل پایانی خود توسط نیروهای امنیتی آذربایجان مختل شد و آنها عوامل لبنانی و همدستان آذری آنها را دستگیر و سپس محکوم کردند. شهریاری در اوایل سال ۱۳۹۱ به عنوان بخشی از تدارکات سپاه قدس برای حمله به آذربایجان در قاچاق اسلحه دست داشت. این توطئه زمانی مختل شد که نیروهای امنیتی آذربایجان دو تسهیل‌کننده محلی، راسیم علی اف و علی حسین اف را که در حال جمع‌آوری اطلاعات عملیاتی در مورد اهداف احتمالی بودند، دستگیر کردند. این تحقیقات همچنین مسیر قاچاق اسلحه از ایران را کشف و نقش عوامل سپاه قدس را در این حمله برنامه‌ریزی شده فاش کرد.

## دخالت در سودان
به گفته منابع، شهریاری همچنین در انتقال تسلیحات از ایران به سودان که در اسفند ۱۳۹۲ در کشتی Klos-C رهگیری شد، دست داشت. بارنامه محموله فهرستی از شرکت الجزیره آموزش تجارت مبادله ای، یک نهاد پوشش دهنده شناخته شده برای عملیات واحد ۱۹۰ در سودان بود. شهریاری و واحد ۱۹۰ پیش از این از این شرکت برای انتقال تسلیحات مشابه استفاده کرده بودند. منابع ایرانی گزارش دادند که عناصر سپاه قدس نارضایتی شدید خود را از غفلت شهریاری برای تأیید استفاده مجدد از شرکتی که قبلاً افشا شده و با فعالیت‌های غیرقانونی مرتبط است، ابراز کردند.

## مشارکت در شرکت‌های جبهه قدس
شهریاری در هیئت مدیره چند شرکت جبهه وابسته به سپاه قدس که برای تسهیل انتقال تسلیحات و عملیات مخفی استفاده می‌شد، خدمت کرده است. از جمله آرش ذوبین که در سال ۱۳۹۰ در حمل سلاح به ترکیه با کامیون دست داشت. حمل و نقل لاینر کیش (LTK) که شهریاری همچنین سمت مدیریت بازرگانی و بازاریابی را بر عهده داشت و برای تحویل محموله‌های تسلیحاتی به حزب‌الله لبنان استفاده می‌شد. و سپهر تاج خاورمیانه، شرکتی که بنا به گزارش‌ها به عنوان پوششی برای فعالیت‌های مخفی اضافی نیروی قدس عمل می‌کند.

## انفجار بیروت در سال ۱۳۹۹
شهریاری به انتقال نیترات آمونیوم که منجر به انفجار بندر بیروت در مرداد ۱۳۹۹ شد، مرتبط بوده است. گزارش‌ها حاکی از آن است که از سال ۱۳۹۰، شرکت کشتیرانی ایرانی لاینر ترانسپورت کیش (LTK) به مدیریت شهریاری و مجتبی موسوی‌تبار، مقادیر قابل توجهی نیترات آمونیوم را به حزب‌الله تحویل داده است. بین سال‌های ۱۳۹۰ و ۱۳۹۳، محموله‌های متعددی به بیروت ارسال شد، از جمله محموله‌ای که در اوت ۱۳۹۲ با کشتی MV Rhosus حمل شد و تقریباً ۲۷۵۰ تن نیترات آمونیوم را حمل می‌کرد. این محموله توقیف و در بندر نگهداری شد و تا زمان انفجار در سال ۲۰۲۰ در آنجا باقی ماند و تلفات و ویرانی‌های گسترده‌ای را به همراه داشت.

## تحریم‌ها و اقدامات قانونی
شهریاری به دلیل نقشی که در تأمین مالی تروریسم و فرار از تحریم‌ها داشت، چندین بار مورد تحریم بین‌المللی چندین کشور قرار گرفته است. در سال ۱۴۰۴، دفتر کنترل دارایی‌های خارجی وزارت خزانه داری ایالات متحده (OFAC) شهریاری را به عنوان یک کشور ویژه تعیین شده (SDN) تحت فرمان اجرایی ۱۳۲۲۴ تعیین کرد. دفتر دادستانی ایالات متحده در ناحیه جنوبی نیویورک اتهاماتی را علیه وی اعلام کرد که شامل توقیف ۱۰۸ میلیون دلار مرتبط با شبکه وی می‌شود. تحریم‌های اضافی توسط نهادهایی در اروپا و بریتانیا به دلیل مشارکت وی در معاملات مالی غیرقانونی اعمال شده است.

## مرگ
بهنام شهریاری، فرمانده واحد ۱۹۰ نیروی قدس سپاه توسط ارتش اسرائیل در تاریخ ۳۱ خرداد ۱۴۰۴ در حمله هوایی در غرب ایران در جنگ ایران و اسرائیل هدف قرار داده و کشته شد. ارتش اعلام کرده که این فرمانده نظامی مسئول انتقال سلاح از جمهوری اسلامی به گروه‌های نیابتی از جمله حزب‌الله، حماس و حوثی‌ها بوده است.